# Nové Jesenčany
Nové Jesenčany (dříve Nové Jesničany) je část krajského města Pardubice. Nachází se na jihu Pardubic u Starých Jesenčan. V roce 2009 zde bylo evidováno 180 adres. V roce 2021 zde trvale žilo 582 obyvatel.
Nové Jesenčany je také název katastrálního území o rozloze 0,41 km2. V katastrálním území Nové Jesenčany leží i Zelené Předměstí (Pardubice V).